# 酒井重喬
酒井 重喬（さかい しげたか）は、出羽庄内藩一門家老。酒井吉之允（玄蕃）家第5代。

## 家系
酒井吉之允家は、藩祖酒井家次の五男で、5,000石の旗本であった酒井了次を祖とする。了次は、宗家のお家騒動酒井長門守一件で、実兄で藩主の忠勝の怒りを買い、領内黒川村に幽閉されて没した。
その嫡男の第2代忠崇は、宗家の扶持を受け、その子の第3代重盈は、父の死後、弟の重秋と江戸から庄内に下向し、宗家の家臣となった。重盈の長男忠盈は、旗本酒井忠雄の家督を相続したため、次男重栄が第4代となるも早世し、3代重盈の甥重喬がその跡を相続して、第5代となった。

## 経歴
延宝6年（1678年）、庄内藩番頭酒井重秋の子として生まれる。初名は重治。
宝永3年（1706年）、新知150石で藩主忠真に仕える。正徳3年（1713年）、従兄弟の重栄の養子となって家督を相続する。同年、亀ヶ崎城番となり、享保5年（1720年）、中老となる。享保7年（1722年）、家老に進み1,300石を知行する。
延享元年（1744年）5月、藩主忠寄は、家老加藤信立を江戸に呼び、重喬と松平輝親の家老2人の遊廓での乱行を問責する直筆の書状を与えた。書状は、2人の不行跡（吉原での乱行）を咎め、幕府より処罰を受けた姫路藩主榊原政岑に例えて厳しく断罪するものであった。6月、信立が国元に戻ると、重喬は、家老罷免を申し渡され、隠居を命じられた。家督は、実弟重頼が相続した。
宝暦元年（1751年）7月28日死去。享年74。